# Wimpasing (Ampfing)
Wimpasing ist ein Gemeindeteil der Gemeinde Ampfing im oberbayerischen Landkreis Mühldorf am Inn.
Der Weiler liegt westlich des Kernortes Ampfing an der Kreisstraße MÜ 38 und zu beiden Seiten der A 94. Westlich des Ortes verläuft die MÜ 25.

## Baudenkmäler

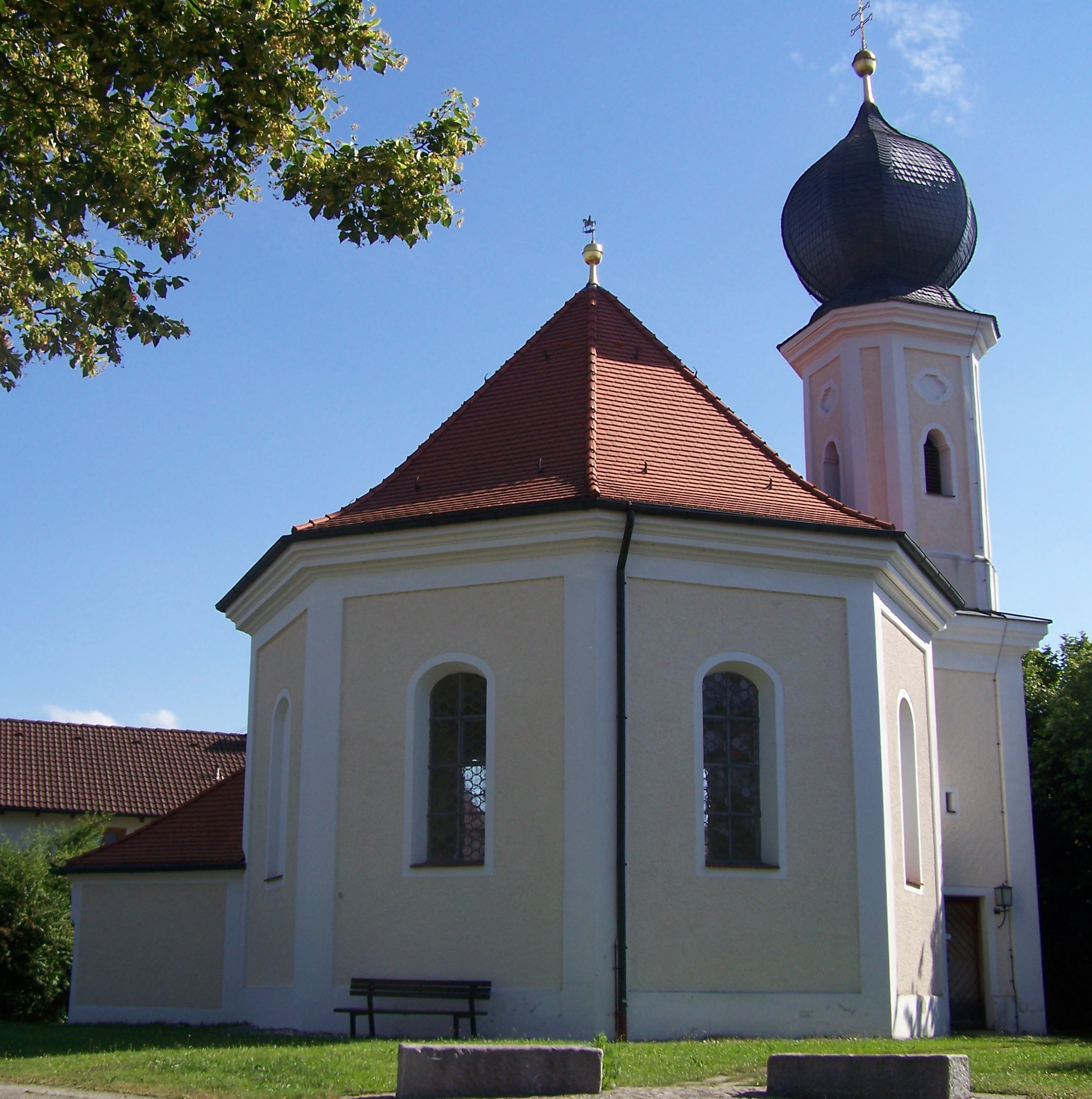
Schweppermannkapelle in Wimpasing (2008)

In der Liste der Baudenkmäler in Ampfing sind für Wimpasing zwei Baudenkmäler aufgeführt:
- Die 1721/22 errichtete katholische Filialkirche St. Johann Baptist von Silvester Mayrhofer (sogenannte Schweppermannkapelle; Kapellenstraße 12) ist ein barocker, achteckig überkuppelter Zentralbau mit Lisenengliederung, Zeltdach und Westturm.
- Das Bauernhaus Wimpasing 1 ist ein erdgeschossiger übertünchter Mitterstubenbau in Blockbauweise mit Kniestock und Satteldach. Während der Wohnteil einheitlich aus der Mitte des 16. Jahrhunderts – dendrochronologisch datiert – stammt, wurde der Stall-/Wirtschaftsteil wohl im 19. Jahrhundert errichtet.